# Schloss Krumke

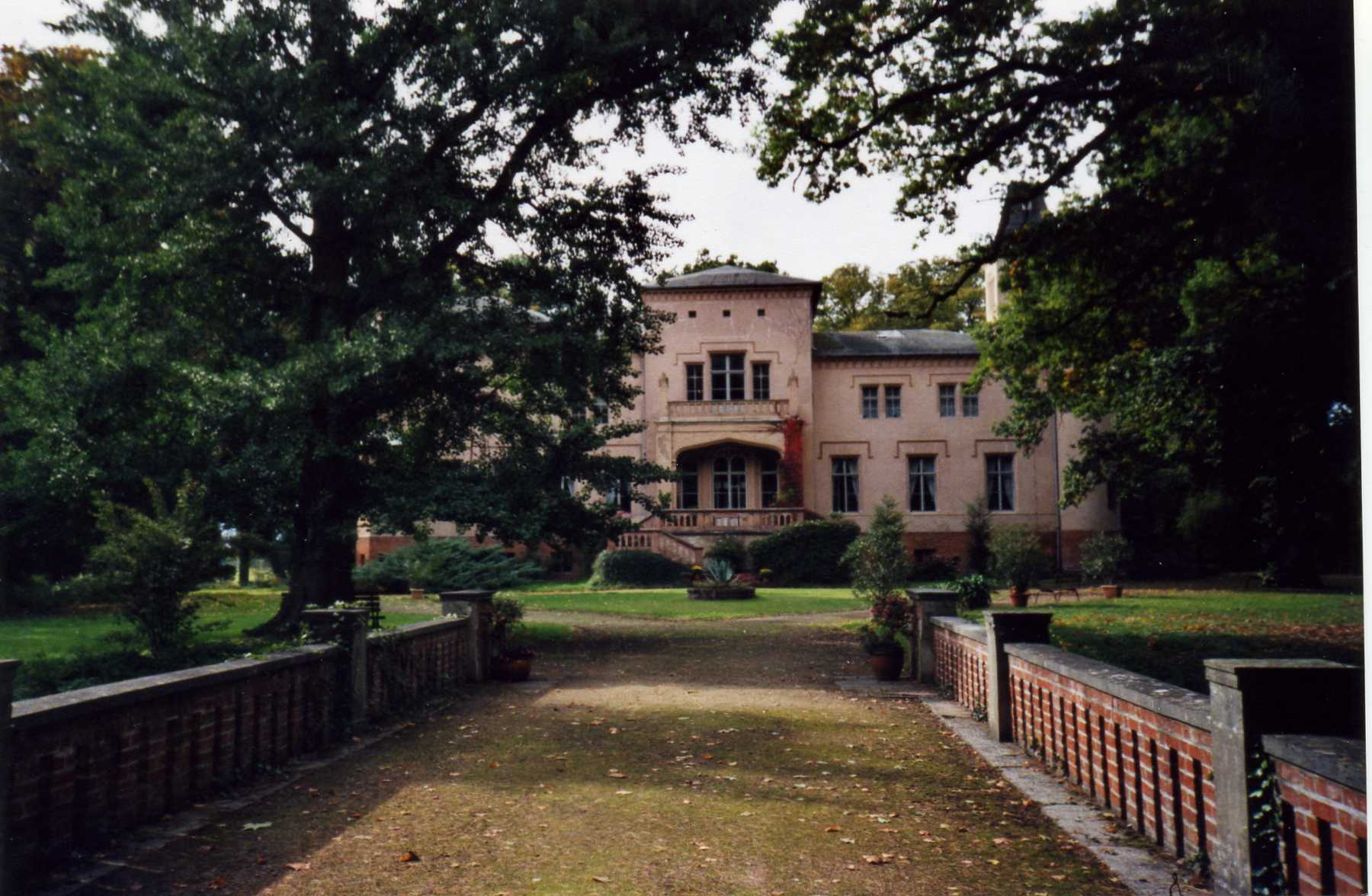
Schloss Krumke, Eingangsseite (1853)

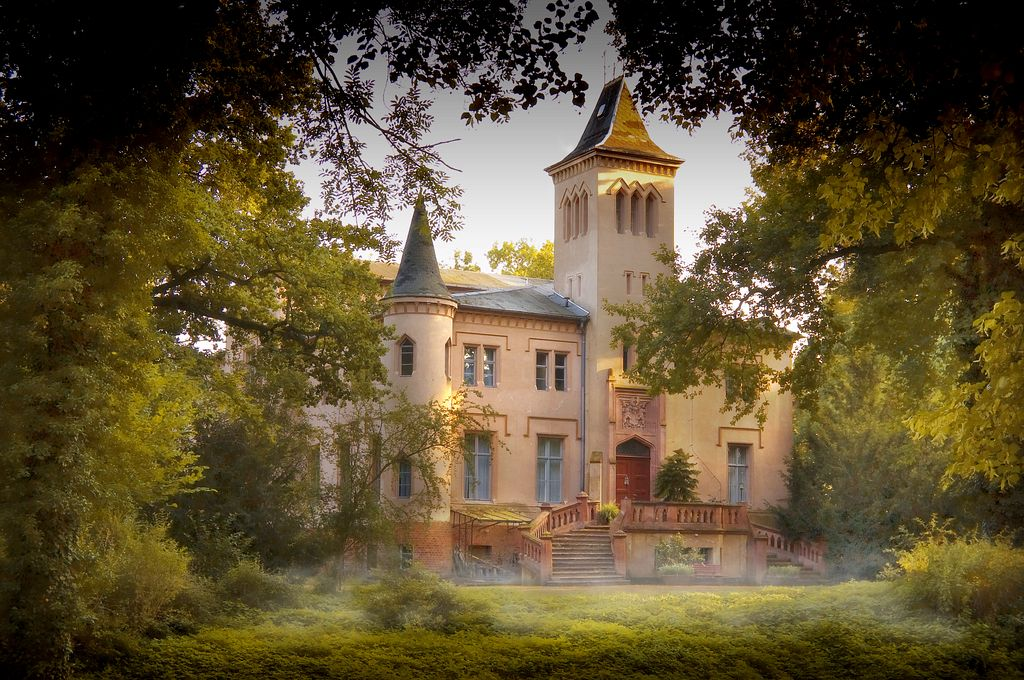
Parkseite (1853)

Schloss Krumke ist ein aus einer früheren Burg hervorgegangenes Schloss in Krumke, Parkstraße 1–9 und 11, heute Ortsteil von Osterburg (Altmark) in der Altmark in Sachsen-Anhalt. Es ist mit Nebengebäuden und Park in der Liste der Kulturdenkmale in Osterburg (Altmark) eingetragen.

## Geschichte

### Die Anfänge
Die Burg Krumke als markgräfliche Burg und die Burgen Osterburg, Rossau und Gladigau bildeten gemeinsam eine Befestigungslinie gegen die auf der anderen Seite der Biese lebenden Slawen.:S. 76 Das Bächlein „Krumme Beke“ bildete früher auf ihrem Weg zur Biese an einer Krümmung eine künstlich angelegte Insel, auf der die Wasserburg Krumke stand,:S. 75 deren Reste aber nicht mehr erhalten sind. Die Burganlage einschließlich dem landwirtschaftlichen Gut gehörte von vor 1375 bis 1608 der Familie von Redern, 1608 bis 1612 Mitgliedern der Familie von Winterfeld und 1612–1650 Mitgliedern der Familie von Bülow auf Gartow.

### Ab 1649: Familie von Kannenberg

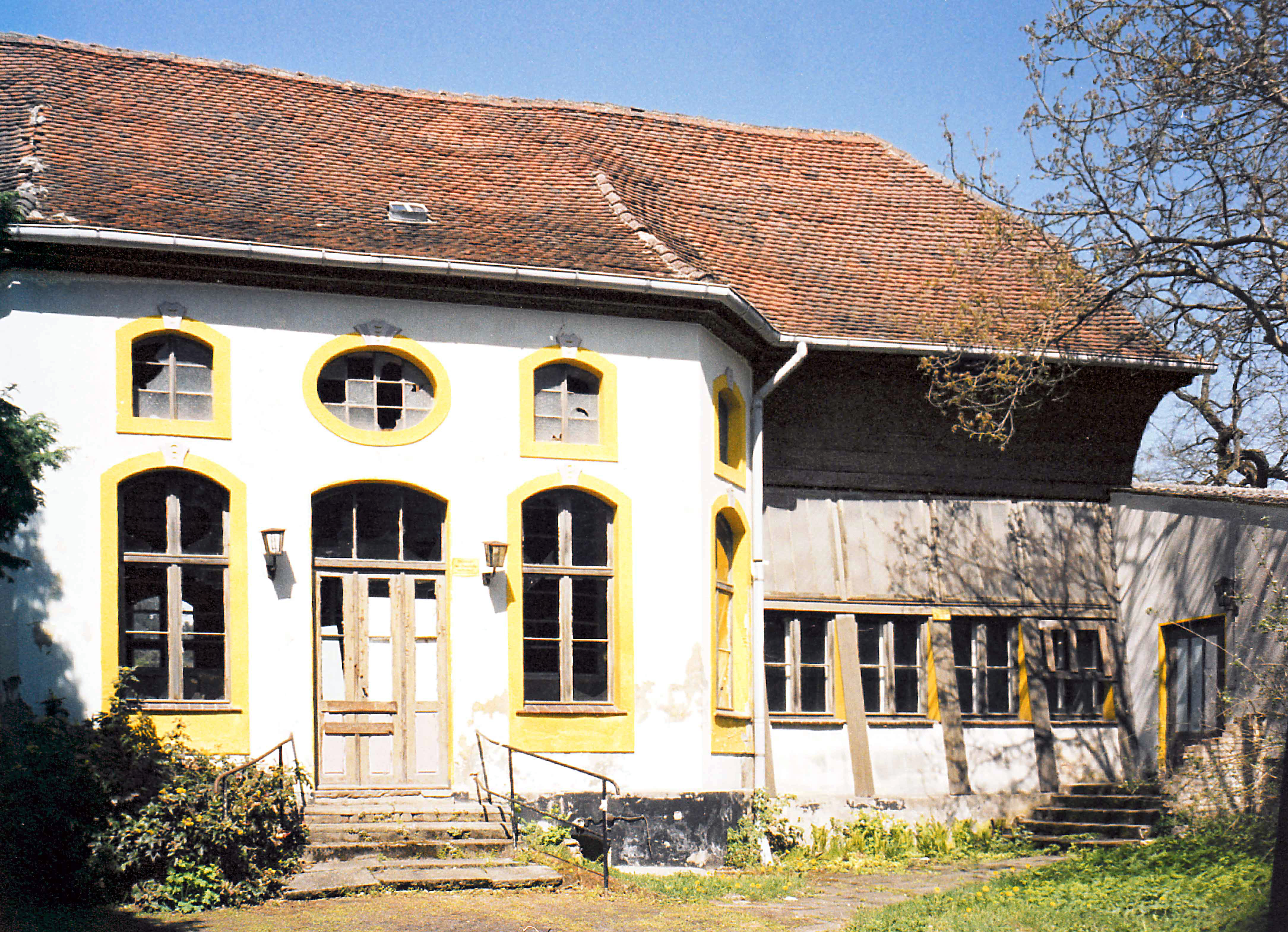
Orangerie am Schlosspark (1649)

1649 erwarb Christoph von Kannenberg aus dem Adelsgeschlecht von Kannenberg das Anwesen. Er ließ die Orangerie an der Nordseite des Parks erbauen. Die früheste überlieferte Plankarte von Krumke wurde 1724 von Friedrich Wilhelm von Kannenberg erstellt. Sie zeigt eine rechteckige Form ähnlich der späteren barocken Anlage.:S. 6 Der Garten war im französischen Stil durch den Gartenarchitekten Charles La Rond aus Paris angelegt worden, der 1719 in Krumke starb. 1762 wurde der Besitz geteilt. Der Situationsplan von 1769 zeigt eine französisch barocke Anlage. Vor 1760 wurde die alte Burg abgerissen und deren Reste zum Bau des Gutshauses in Iden verwendet. Bei Ausschachtungsarbeiten fand man auf dem von einem Abflussgraben der Beke umgebenen Hügel die Reste einer alten Burg, Waffen und Geräte.:S. 6
1795 erfolgte eine Wiedervereinigung des Besitzes. 1853 wurde der Schloßgraben trockengelegt und 1854 wurde auf der Insel ein neues Schloss errichtet und die im 18. Jahrhundert geschaffene Gartenanlage verändert. Die Anlage blieb bis 1911 in Besitz von Mitgliedern der Familie von Kannenberg, zuletzt von der verwitweten Frau General von Kahlden, geborene Freiin von Kannenberg und Erben.

### Ab 1911: Familie von Gwinner und Karl Klingler
1911 erwarb Arthur von Gwinner, damals Vorstandssprecher der Deutschen Bank, das Rittergut mit Schloss Krumke und dem Park. Er ließ es vollständig renovieren und zum Teil neu gestalten. Das alte Herrenhaus ließ er um 1913 abreißen und errichtete an derselben Stelle das heutige Kavaliershaus. 1932 starb Gwinner und vererbte das nun von einer Gutsverwaltung verwaltete Anwesen an seine beiden Töchter, die Schriftstellerin Charlotte von Gwinner und ihre Schwester Margarethe. Letztere übertrug ihren Vermögensanteil auf ihren Ehemann, Karl Klingler, einen bedeutenden Violinisten des 20. Jahrhunderts und Ersten Geiger des gleichnamigen Quartetts. 1935 erwarben die Eheleute Klingler der Anteil von Charlotte, die in Charlottenburg wohnte, hinzu. Bis 1945 gehörte so das gesamte Gut den Eheleuten Karl Klingler, die es als Sommerresidenz und nach der kriegsbedingten Zerstörung ihrer Berliner Wohnung ganzjährig nutzten.:S. 5
Durch die Bodenreform wurden 1945 die bisherigen Besitzer enteignet. Im Schloss wurde eine Tuberkulose-Heilstätte eingerichtet, später ein Kinderkurheim. Nach dem Ende der DDR stand das Schloss lange leer.

### Nach der Wende 1989

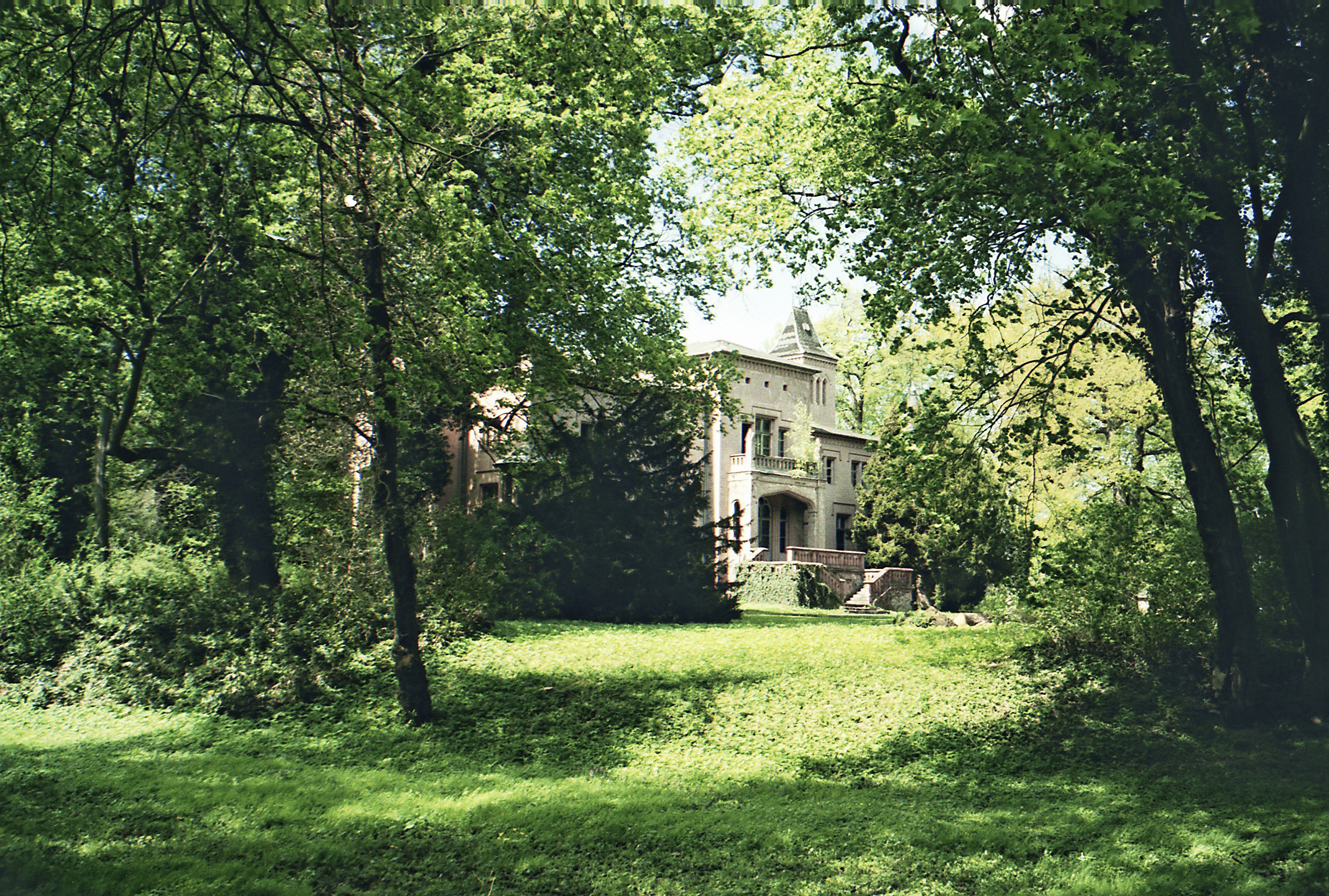
Der Schlosspark um 2003

Bis 2004 war der Landkreis Stendal Eigentümer des Schlosses, der Stadt Osterburg gehörte das Grundstück.
Im Sommer 2003 wurde auf Schloss Krumke, in Osterburg und in Tangermünde der zweiteilige Film Das Bernstein-Amulett mit Muriel Baumeister, Nadeshda Brennicke, Jaecki Schwarz, Nadja Tiller, Walter Giller und Eva-Maria Hagen unter der Regie von Gabi Kubach gedreht. Der Film basiert auf dem gleichnamigen Roman von Peter Prange.
2004 gingen das Schloss und die umgebende Schlossinsel in Privatbesitz über. Ein ehemaliger Krumker und sein Geschäftspartner erwarben beides und retteten es so vor den Verfall, indem sie das Gebäude schrittweise renovierten und bezogen. Es wird vom Standesamt Osterburg als Trauungsort genutzt. Die 12.000 Quadratmeter Garten bewirtschafteten die Männer eigenhändig. Im März 2020 wurde das Schloss an neue Besitzer verkauft, die auch aus der Region stammen.

## Sagen aus dem Schloss Krumke

### Schätze im Turm
Heinrich Christoph Steinhart überlieferte 1802 diese Sage: Der General Christoph von Kannenberg häufte im Dreißigjährigen Krieg ungeheure Schätze in Krumke auf. Sie lagen in einem festen Turm in Verwahrung. Sie sollen dennoch durch einen ebenso kühnen, wie nie entdeckten Diebstahl größtenteils entwendet worden sein.

### Schimmelreiter
Alfred Pohlmann überlieferte im Jahre 1901 diese Sage: Der Erbmarschall Leopold von Kahlden zu Krumke starb dort am 11. Februar 1837. Man erzählt sich, er habe mit dem Teufel im Bund gestanden und habe das Feuer umreiten können. In mondhellen Nächten reitet er auch heute noch auf einem Schimmel ohne Kopf auf der Gartenmauer von dem düsteren Bergkabinett, in dem es auch nicht geheuer sein soll, bis zum Gewächshause.